# Беслетский мост

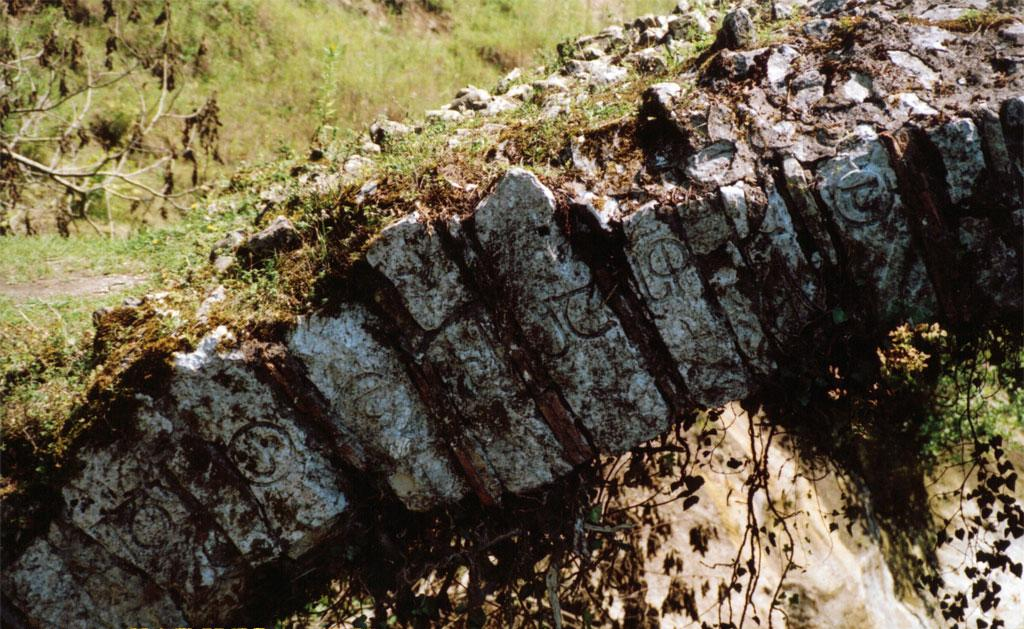
Надпись на грузинском Асомтаврули на боковой грани моста

Бесле́тский мост (груз. ბესლეთის ხიდი) или Мост Цари́цы Тама́р (груз. თამარის ხიდი) — средневековый мост через реку Баслу (Беслетку) близ Сухума. Единственный сохранившийся памятник грузинской гражданской архитектуры XI—XII вв. подобного типа в Абхазии.

## История
Мост был построен в XI—XII вв., по нему проходила дорога в горные долины. Мост имел важное военно-стратегическое значение. Об этом свидетельствуют развалины боевой башни, охранявшей мост со стороны моря. В 1935 г. краееведом И. Е. Адзинбой на боковой грани моста на тёсаных плитах была обнаружена надпись древнегрузинскими заглавными буквами древней Грузинской Грузинское письмо Асомтаврули, которая гласит: «Христос-владыка, всячески … возвеличь в обеих жизнях…». Эта надпись относится по палеографическим признакам к XI—XII векам. В нижней части левобережного устоя моста сохранилось изображение креста и буквы «Т» («т» и «у»).

## Конструкция
Мост однопролётный арочный. Свод каменной арки длиной 13,3 м сложен из квадратных плит известняка. Камни свода обтёсаны в форме клиньев и скреплены прочным известковым раствором (как известно, древние строители гасили известь для сооружения в течение трёх-пяти лет). Грузоподъёмность его и сейчас достигает 7—8 тонн. Общая длина моста составляет 35 м, ширина — 4,7 м.